# Bioorganische Chemie
Bioorganische Chemie behandelt das Grenzgebiet zwischen Biochemie und Organischer Chemie. Es kann zudem als ein interdisziplinäres Grenzgebiet zwischen Chemie, Biologie, Pharmazie und Medizin verstanden werden. Sie beschäftigt sich mit Molekülen und Molekülklassen aus Lebewesen, so auch Nukleinsäuren, Proteinen oder Zuckern. Während in der Biochemie häufig Methoden aus der Molekularbiologie verwendet werden, liegt ein Schwerpunkt der bioorganischen Chemie in der Anwendung bekannter Reaktionen und Synthesemethoden der organischen Chemie auf Naturstoffe.

## Präparative Aspekte: Vergleich mit organochemischer Synthese
Die aktuelle Entwicklung der bioorganischen Chemie tritt immer mehr in Konkurrenz zu „klassisch organischen“ Synthesemethoden, indem organische Ausgangsverbindungen (Edukte) durch Biokatalysatoren umgesetzt werden können. Man unterscheidet zwischen Ganzzell-Katalyse („Black-Box“) und molekularer Umsetzung mit isolierten Enzymen in Lösung. Die Edukte werden dabei als Substrate bezeichnet. Der heute in der industriellen Produktion immer wichtiger werdende Aspekt der Enantiomerenreinheit kann durch gezielte Enzymwahl realisiert werden, die Enantioselektivitäten einer enzymatischen Umsetzung sind meist deutlich höher als bei nicht katalysierten Umsetzungen. Nachteile der enzymkatalysierten Umsetzungen sind vor allem in der Prozessführung selbst, da die allermeisten Enzyme in hydrophoben Lösungsmitteln einen Großteil ihrer Enzymaktivität verlieren. So ist eine Solubilisierung hydrophober, organischer Substrate nötig, was z. B. durch Zugabe von Detergenzien oder Cyclodextrinen erreicht werden kann. Ein weiterer präparativer Aspekt ist die Abtrennung des Produktes aus einer oft heterogenen Reaktionsmasse, die häufigste hierbei angewandte Methode ist die einfache Extraktion mit einem organischen Lösemittel.

## Design von Biokatalysatoren
Durch die Möglichkeiten des Protein-Engineerings und der damit verbundenen gesteuerten Weiterentwicklung von vorhandenen Enzymen, ergeben sich sehr große Möglichkeiten in der Prozessverbesserung in Bezug auf Enantiomerenreinheit, Substratvariabilität, Lösemitteltoleranz usw. Die Entwicklung der bioorganischen Chemie ist also eingebunden in die (gesteuerte), evolutive Entwicklung von Biokatalysatoren und stellt somit eine der Anwendungsmöglichkeiten dieses Gebietes dar.